# Hugo Castro Jiménez
Hugo Castro Jiménez (1922-Santiago, 24 de julio de 2009) fue un marino con rango de vicealmirante y político chileno. Fue uno de los primeros oficiales de la Armada que participó en la preparación del golpe de Estado contra el presidente Salvador Allende, el 11 de septiembre de 1973, siendo en dicha institución uno de los hombres de confianza del almirante José Toribio Merino. Luego del establecimiento de la Junta Militar de Gobierno, se desempeñó como ministro de Educación Pública desde el 27 de septiembre de 1973 hasta el 16 de mayo de 1975, designado por el general Augusto Pinochet. Asimismo, ejerció como director de la Escuela Naval, comandante en jefe de la Escuadra y director nacional del Territorio Marítimo y Marina Mercante.
Fue hijo de Alberto Castro y Ana Luisa Jiménez. Estuvo casado con Gloria Arteagabeitia Cardone.
Falleció en Santiago de Chile, el 24 de julio de 2009.